# Podhumlje
Podhumlje je malá vesnice v obci Komiža v Chorvatsku, v Splitsko-dalmatské župě. V roce 2011 měla 32 obyvatel. Počet obyvatel je klesající. Vesnice je situována ve vnitrozemí ostrova Vis. Jediná silnice do vesnice je silnice D 117 z Komiže do Visu.